# Bogda Shan

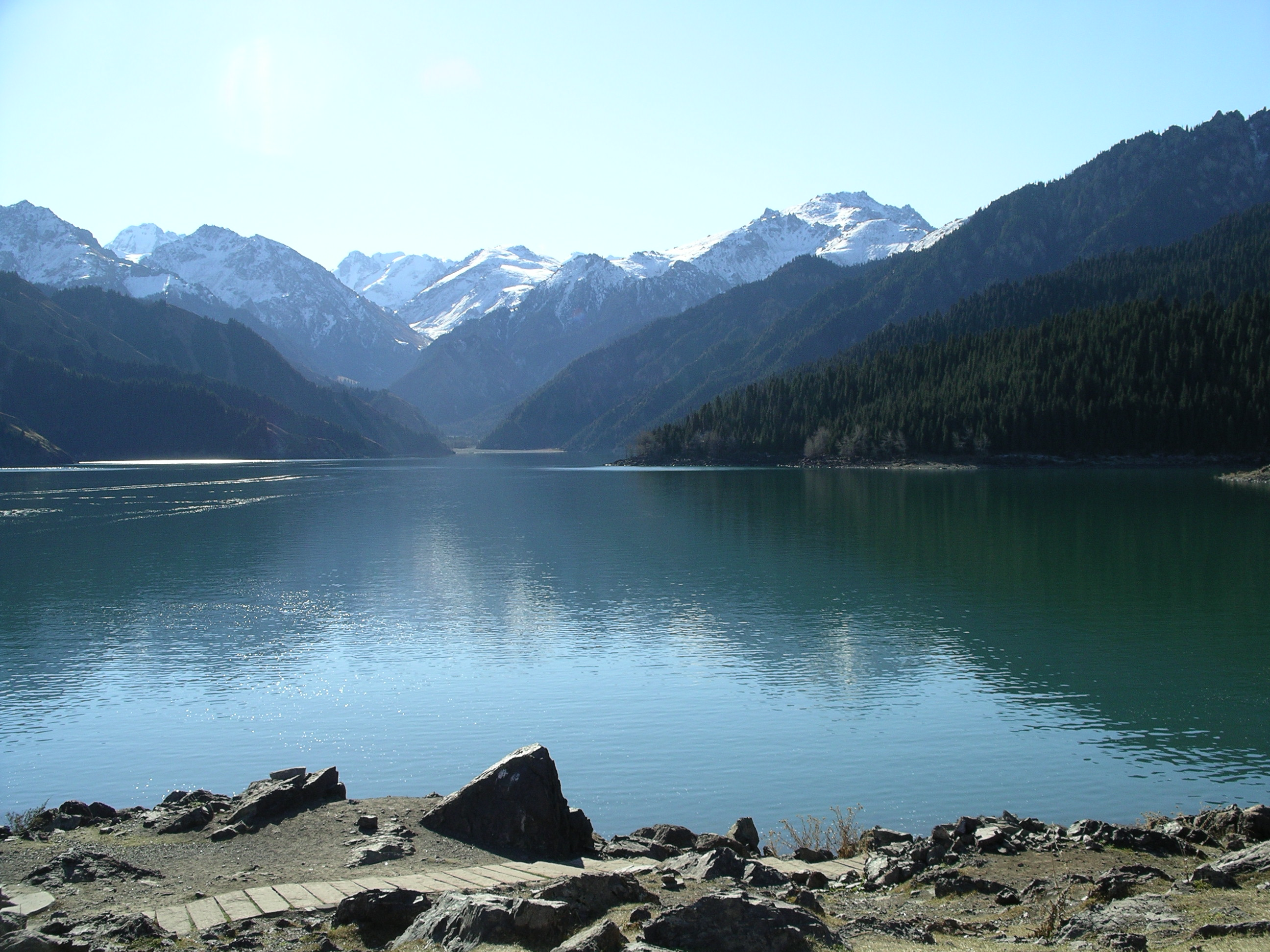
Jezioro Tianchi w górach Bogda Shan

Bogda Shan (chiń. upr. 博格达山; chiń. trad. 博格達山; pinyin Bógédá Shãn; mong. Bogd uul) – pasmo górskie we wschodnim Tienszanie, w regionie autonomicznym Sinciang, w zachodnich Chinach. Rozciąga się na długości ok. 300 km i ogranicza od północy Kotlinę Turfańską. Najwyższym szczytem jest Bogda Feng, który wznosi się na wysokość 5445 m n.p.m. Pasmo zbudowane jest głównie ze skał prekambryjskich i paleozoicznych. Dominuje alpejska rzeźba terenu. U podnóży przeważa krajobraz pustynno-stepowy. Na wysokości 1700–2900 m n.p.m. zbocza pokryte są łąkami i lasami iglastymi, wyżej – wysokogórskimi krzewami i łąkami alpejskimi. W najwyższych partiach występują wieczne śniegi i lodowce górskie.